# 牛津町
牛津町（うしづちょう）は、佐賀県のほぼ中央に位置する小城郡にあった町。2005年（平成17年）3月1日に小城町、三日月町、牛津町、芦刈町の4町で合併し小城市となった。

## 歴史
- 1889年（明治22年）4月1日 - 町村制施行に伴い小城郡牛津町、柿樋瀬村、乙柳ケ里村、勝ケ里が合併し、牛津村（うしづむら）が発足。
- 1894年（明治27年）4月24日 - 町制施行し牛津町となる。
- 1949年（昭和24年）5月23日 - 町内に昭和天皇の戦後巡幸。佐賀板紙牛津工場を視察[1]。
- 1956年（昭和31年）9月30日 - 小城郡砥川村の一部と合併（同村の他の区域は江北町へ編入）し、牛津町を新設。
- 2005年（平成17年）3月1日 - 芦刈町、小城町、三日月町と合併（新設合併）し市制施行、小城市となり消滅。

## 交通

### 鉄道路線
- 九州旅客鉄道（JR九州）
  - 長崎本線：牛津駅

## 名所・旧跡・観光スポット・祭事・催事
- 赤レンガ倉庫（登録有形文化財） - 玉屋の前身、田中丸商店の倉庫として使われていた建物。
- 牛津会館（登録有形文化財） - 玉屋の創始者の田中丸善蔵の邸宅（旧田中丸邸）。数寄屋造りの和風建築。
- 旧長崎街道
- 牛津宿「 西（九州）の浪速」
- 牛津産業まつり
- 常福寺

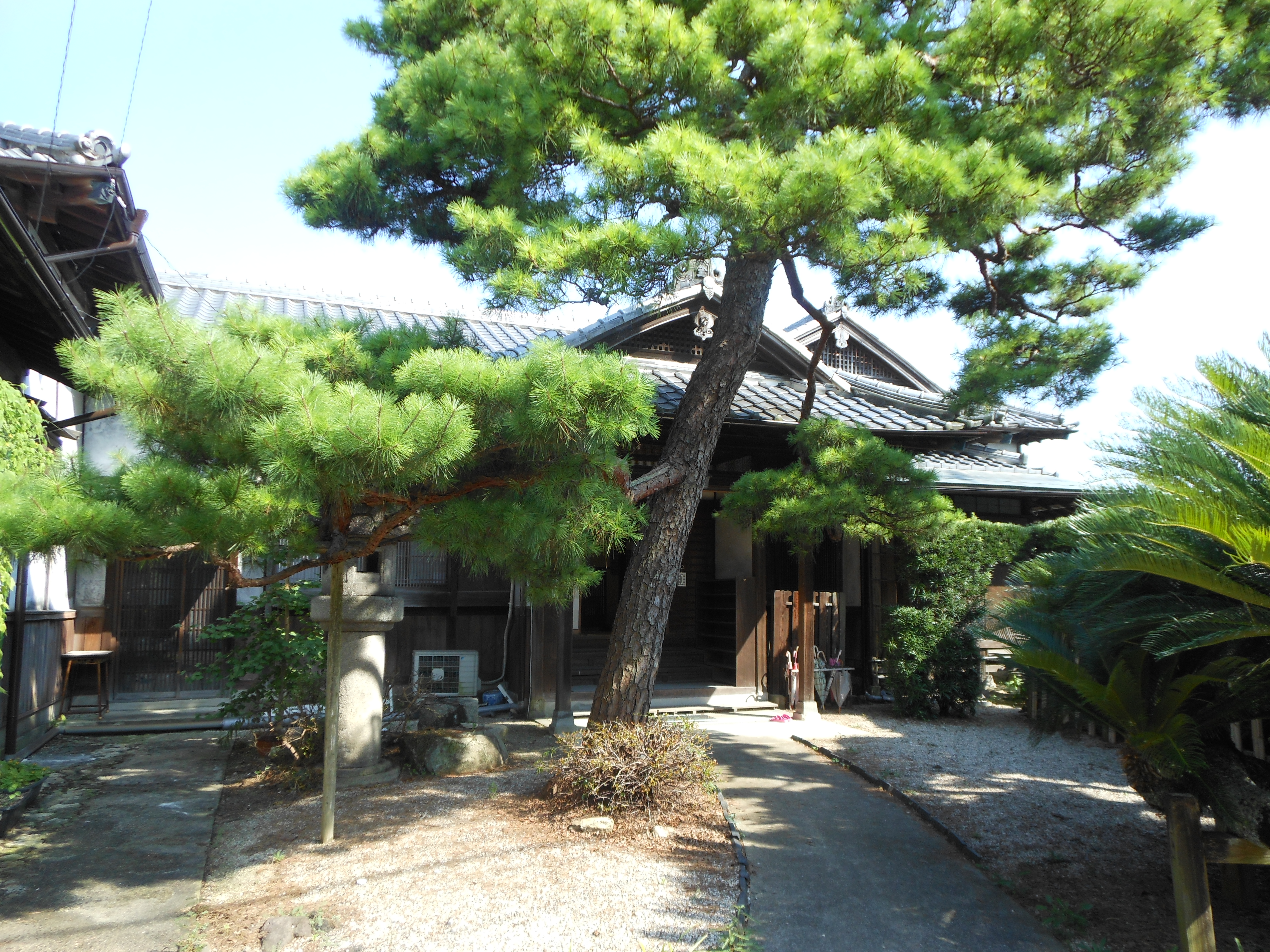
牛津会館
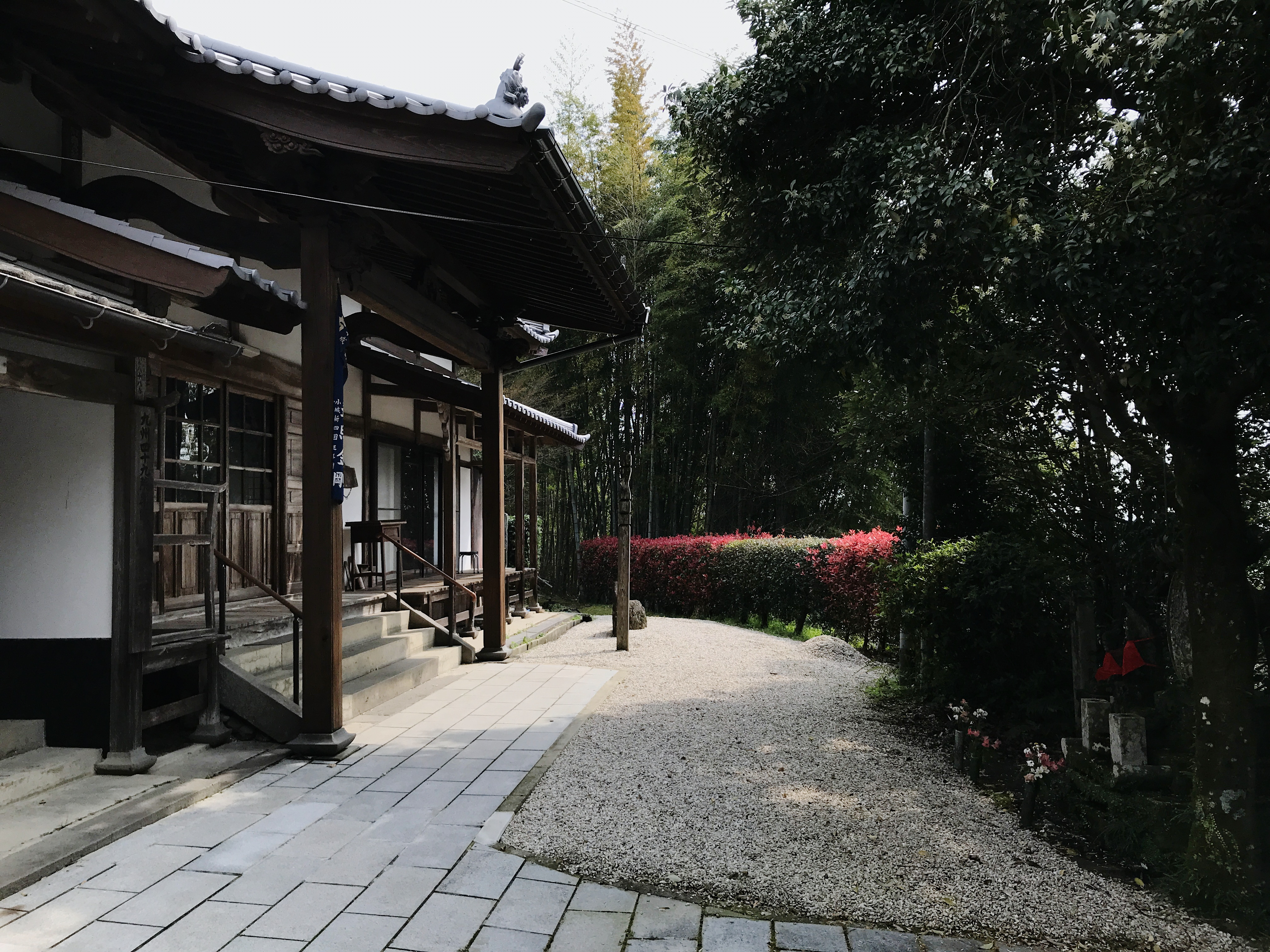
常福寺の本堂
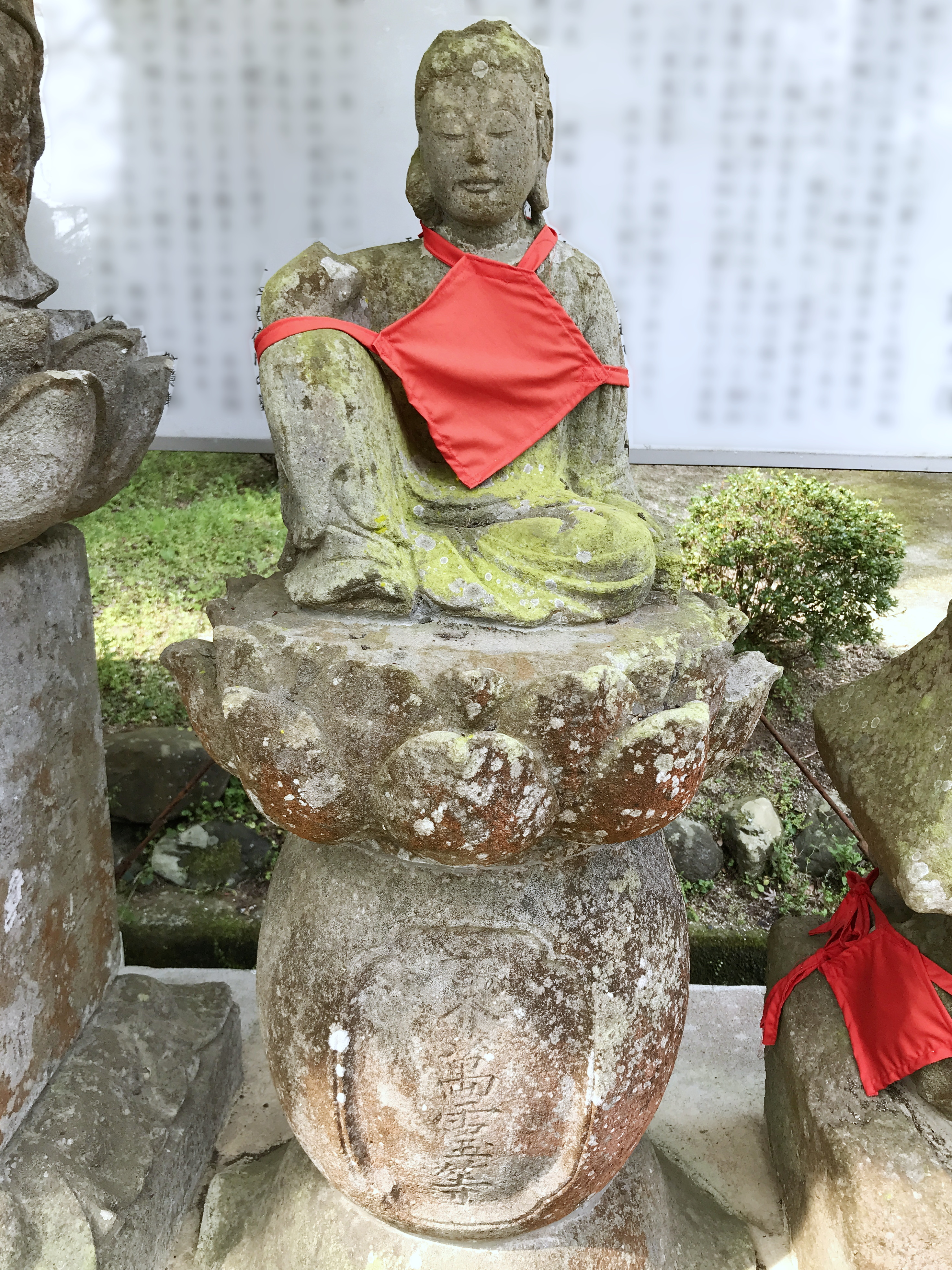
常福寺の石造如意輪観音菩薩半跏坐像

## 著名な出身者
- 土井敏邦（中近東フリー・ジャーナリスト、映画監督、政治活動家、砥川出身）